# Bal·lins
Els bal·lins (Ballinae) són una subfamília de la família saltícids, aranyes amb una gran capacitat de visió i de salt.

## Sistemàtica
La categorització dels gèneres en tribus s'ha realitzat seguint la proposta de Joel Hallan en el Biology Catalog.
- Ballini
  - Ballognatha'‘, Caporiacco, 1935
  - Ballus'‘, C. L. Koch, 1850
  - Baviola'‘, Simon, 1898
  - Colaxes'‘, Simon, 1900
  - Cynapes'‘, Simon, 1900
  - Goleta, Peckham & Peckham, 1894
  - Marengo, Peckham & Peckham, 1892
  - Pachyballus'‘, Simon, 1900
  - Padilla, Peckham & Peckham, 1894
  - Peplometus'‘, Simon, 1900
  - Philates'‘, Simon, 1900
  - Sadies'‘, Wanless, 1984

- Copocrossini
  - Avarua, Marples, 1955
  - Copocrossa'‘, Simon, 1901
  - Corambis'‘, Simon, 1901
  - Ligdus'‘, Thorell, 1895
  - Mantisatta'‘, Warburton, 1900